# Elongomedetera thoracica
Elongomedetera thoracica är en tvåvingeart som beskrevs av Jennifer L. Hollis 1964. Elongomedetera thoracica ingår i släktet Elongomedetera och familjen styltflugor. Inga underarter finns listade i Catalogue of Life.